# Campionamento (musica)

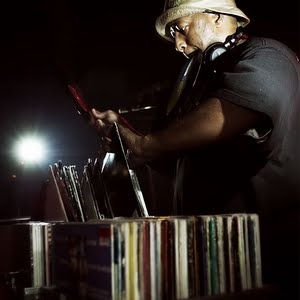
DJ Premier mentre seleziona la registrazione da campionare

Nella musica, il campionamento è il riutilizzo di una parte di registrazione ("campione" o sample in inglese) in un'altra incisione. I campioni possono comprendere elementi come il ritmo, la melodia, sezioni parlate e possono essere stratificati, equalizzati, accelerati o rallentati, ripetuti o manipolati.
Solitamente, i campioni vengono estratti dalle loro registrazioni originali tramite l'utilizzo di un campionatore o una workstation audio digitale.

## Storia

### Tecnica del campionamento
Un processo considerato precursore del campionamento ebbe origine già negli anni '40, con la cosiddetta musique concrète, musica sperimentale creata dal compositore francese Pierre Schaeffer, che la realizzò registrando dei suoni su nastro, per poi unirli e manipolarli creando dei "collage sonori". Il metodo prevedeva anche loop di nastro, in modo che un suono potesse essere riprodotto indefinitamente. Schaeffer in merito inventò anche il "Phonogene", che riproduceva loop a 12 diverse tonalità attraverso una tastiera.

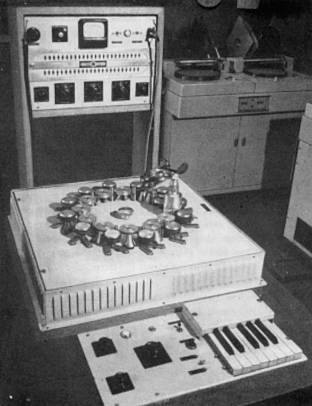
Phonogene creato da Schaeffer

Negli anni '60, produttori giamaicani di reggae come King Tubby e Lee "Scratch" Perry iniziarono a usare registrazioni di ritmi reggae per produrre tracce riddim, che venivano successivamente suonate dai disc jockey.
Il termine "campionamento" (sample in inglese) fu utilizzato per la prima volta da Kim Ryrie e Peter Vogel per descrivere una caratteristica del loro sintetizzatore Fairlight CMI, lanciato sul mercato nel 1979.

### Campionatori
Come testimonia il giornale britannico The Guardian, il "Chamberlin", sviluppato dall'ingegnere inglese Harry Chamberlin negli anni '40, fu il primo campionatore in assoluto. Il Chamberlin era munito di una tastiera per attivare una serie di registratori a nastro, ognuno contenente otto secondi di suono. Questa tecnica sarebbe stata poi resa popolare negli anni '60 dal Mellotron.
Nel 1969, invece, l'ingegnere inglese Peter Zinovieff creò il primo campionatore digitale della storia: l'EMS Musys.

## Impatto culturale
Il campionamento è stato uno degli elementi fondamentali per la nascita della musica rap: infatti, furono proprio gli artisti giamaicani immigrati negli Stati Uniti ad introdurre, negli anni '70, le loro conoscenze della tecnica del sample nella musica hip hop americana del tempo. Addirittura The Guardian ha paragonato l'importanza del campionamento nell'hip hop a quella di cui gode la chitarra elettrica nel rock. La rivista ha inoltre osservato la notevole presenza di sample nella top 10 dell'Official Singles Chart.
Il campionamento è inoltre un elemento fondamentale nella tecnica del remix.
Produttori musicali hip hop come Dr.Dre con Straight Outta Compton, DJ Premiere con N.Y. State Of Mind, Just Blaze con Girls, Girls, Girls, RZA con C.R.E.A.M. e Kanye West con Through The Wire sono diventati famosi grazie alla loro grande abilità di produzione, che spesso riguardava il campionamento.